# Confins (Minas Gerais)
Confins est une municipalité brésilienne de l'État du Minas Gerais et la microrégion de Belo Horizonte.